# Гупало Деонісій Мусійович
Гупа́ло Дени́с Мусі́йович (10 березня 1898, Нова Осота, Чигиринський повіт, Київська губернія, Російська імперія — 9 лютого 1923, Київ, УСРР) — український революціонер, військовий діяч часів УНР та радянсько-української війни. Отаман Чорного лісу, боровся проти радянської окупації України. Одним з його земляків (односельчан), а можливо і далеких родичів є Михайло Сидорович Козир (1894—1930), червоний козак і партизан анархо-комуністичного спрямування, один з організаторів і керівників збройної боротьби за народовладдя на Алтаї в 1920х рр., командир одного з полків Народної Повстанської Армії Степового Алтаю.

## Життєпис
Денис Мусійович Гупало народився 10 березня 1898 року в селі Нова Осота Чигиринського повіту Київської губернії в родині представників старих козацько-християнських краю.
1917 року — рядовий 1-го стрілецького лейб-гвардії полку (Царське Село).
1917—1918 рр. — командир піших розвідників, навідник 4-го артилерійського дивізіону.
У 1919 році — був козаком 4-го Запорізького полку Армії УНР.
У 1920 році — служив козаком Першого кінного полку Степової дивізії Костя Блакитного.
Потім був хорунжим (півсотенний) повстанських загонів чорноліського отамана Миколи Кібця-Бондаренка (1920), начальника Холодноярського повстанського штабу Максима Терещенка, Дмитращенка та Хвилі (1921), У 1922 році — повстанський отаман Чорноліського полку.
Наприкінці вересня 1922 року — арештований разом з багатьма іншими отаманами Холодного Яру та Чорного Лісу у Звенигородці на інспірованому чекістами «з'їзді отаманів».
Під арештом перебував у Лук'янівській в'язниці м. Києва. 2 лютого 1923 року — Надзвичайна сесія Київського губернського трибуналу винесла Денису Гупалу смертний вирок. Загинув 9 лютого 1923 року під час повстання в Лук'янівській в'язниці.
Реабілітований 18 жовтня 2016 року.